# Haftunfähigkeit
Haftunfähigkeit ist eine Verfassung des Beschuldigten, die es im Hinblick auf seine Würde, Persönlichkeit und Gesundheit verbietet, ihn in einer regulären Justizvollzugsanstalt zu inhaftieren.
Je nach Art und Schwere der Erkrankung kann die Haftunfähigkeit sowohl zur Außervollzugsetzung eines Haftbefehls
(Haftverschonung gem. § 116 StPO) als auch zur Unterbrechung der Strafhaft (Strafausstand wegen Vollzugsuntauglichkeit gem. § 455 StPO) führen.

## Verfassungsrechtliche Bedeutung
Die Sicherung des Rechtsfriedens in Gestalt der Strafrechtspflege ist seit jeher eine wichtige Aufgabe staatlicher Gewalt. Die Aufklärung von Straftaten, die Ermittlung des Täters, die Feststellung seiner Schuld und seine Bestrafung obliegen den Organen der Strafrechtspflege, die zu diesem Zweck unter den gesetzlich bestimmten Voraussetzungen Strafverfahren einzuleiten und durchzuführen sowie erkannte Strafen zu vollstrecken haben. Das Prinzip der Rechtsstaatlichkeit, die Pflicht des Staates, die Sicherheit seiner Bürger und deren Vertrauen in die Funktionstüchtigkeit der staatlichen Institutionen zu schützen und die Gleichbehandlung aller in Strafverfahren rechtskräftig Verurteilten gebieten grundsätzlich die Durchsetzung des staatlichen Strafanspruchs. Das bedeutet auch, dass rechtskräftig erkannte Freiheitsstrafen zu vollstrecken sind.
Dieses Gebot findet seine Grenzen im Grundrecht des Verurteilten auf Leben und körperliche Unversehrtheit (Art. 2 Abs. 2 Satz 1 GG). Bei Gesundheitsgefährdungen eines Strafgefangenen entsteht zwischen der Pflicht des Staates zur Durchsetzung des Strafanspruchs und dem Interesse des Verurteilten an der Wahrung seiner verfassungsmäßig verbürgten Rechte ein Spannungsverhältnis. Dieser Konflikt ist nach Maßgabe des Grundsatzes der Verhältnismäßigkeit durch Abwägung der widerstreitenden Interessen zu lösen. Führt diese Abwägung zu dem Ergebnis, dass die dem Eingriff entgegenstehenden Interessen des Verurteilten ersichtlich wesentlich schwerer wiegen als diejenigen Belange, deren Wahrung die Strafvollstreckung dienen soll, so verletzt der Eingriff den Grundsatz der Verhältnismäßigkeit und damit das Grundrecht des Verurteilten aus Art. 2 Abs. 2 Satz 1 GG. Diese Grenze ist jedenfalls erreicht, wenn angesichts des Gesundheitszustands des Verurteilten ernsthaft zu befürchten ist, dass er bei Durchführung der Strafvollstreckung sein Leben einbüßen oder schwerwiegenden Schaden an seiner Gesundheit nehmen wird.

## Strafaufschub

### Geisteskrankheit (§ 455 Abs. 1 StPO)
Die Vollstreckung einer Freiheitsstrafe ist aufzuschieben, wenn der Verurteilte in Geisteskrankheit verfällt. Der Begriff der Geisteskrankheit in § 455 Abs. 1 StPO ist zwar nicht in dem engen Sinn einer hirnorganischen oder organischen Erkrankung zu verstehen, wie er der Schuldunfähigkeit gem. § 20 StGB zugrunde liegt. Die psychische Erkrankung muss aber einen solchen Grad erreicht haben, dass der Verurteilte für die Zwecke der Strafvollstreckung nicht mehr ansprechbar ist, etwa wegen einer schweren Demenz. Bei einer Geisteskrankheit geringeren Grades kann die Einweisung in eine Vollzugsanstalt mit entsprechenden Behandlungsmöglichkeiten erfolgen.

### Nahe Lebensgefahr für den Verurteilten (§ 455 Abs. 2 StPO)
§ 455 Abs. 2 StPO verbietet einen Vollzug, von dem eine nahe Lebensgefahr oder eine schwere Gesundheitsgefahr droht. Allerdings muss bei einer solchen Gefahr nicht stets die Strafhaft unterbrochen werden, denn vom Vollzug droht die Gefahr dann nicht, wenn er Mittel zur Abhilfe bereithält. Solche Mittel sind nicht nur die in § 455 Abs. 4 Satz 1 Nr. 3 StPO ausdrücklich genannte Untersuchung und Behandlung in einem Haftkrankenhaus, sondern auch diejenigen in einer externen Klinik, die ebenfalls ohne Unterbrechung des Vollzugs vonstattengehen können. Dies gilt aber nur, soweit die Behandlung noch als adäquat angesehen werden kann.
An die Besorgnis einer nahen Lebensgefahr, die krankheitsbedingt im Fall einer Vollstreckung droht, sind strenge Anforderungen zu stellen. Darüber hinaus muss die Vollstreckung der Freiheitsstrafe für diese Gefahr auch ursächlich sein.
Selbstmordgefahr ist grundsätzlich kein Grund, die Strafvollstreckung aufzuschieben, auch dann nicht, wenn sie ernsthaft geäußert wird. Denn in der Regel kann dieser Gefahr durch entsprechende Behandlungs- und Sicherungsmaßnahmen im Strafvollzug wirksam begegnet werden. Darüber hinaus darf es der rechtskräftig Verurteilte nicht in der Hand haben, sich durch Suiziddrohungen der Strafvollstreckung zu entziehen. Von einem Täter, dessen Schuld rechtskräftig festgestellt ist, muss daher grundsätzlich erwartet werden, dass er sich den mit der strafrechtlichen Sanktion verbundenen negativen Folgen seiner Taten stellt.

### Körperlicher Zustand, bei dem eine sofortige Vollstreckung mit der Einrichtung der Strafanstalt unverträglich ist (§ 455 Abs. 3 StPO)
Der Begriff der Strafanstalt im Sinne des § 455 Abs. 3 StPO umfasst als Oberbegriff den Begriff der Vollzugsanstalt und den des Anstaltskrankenhauses. Nach anderer Ansicht ist ein Strafantritt in einem Vollzugskrankenhaus nicht vorgesehen, weshalb mit einer Strafanstalt im Sinne des § 455 Abs. 3 StPO nur eine Vollzugsanstalt gemeint sei.
§ 455 Abs. 3 StPO folgt dem Gedanken, dass es sowohl im Interesse der Strafanstalt als auch im Interesse des Verurteilten liegen kann, wenn nur Personen die Verbüßung von Freiheitsstrafen antreten, die entweder körperlich gesund sind oder deren körperliche Erkrankungen mit denen einer Strafanstalt zur Verfügung stehenden Mitteln Rechnung getragen werden kann. Eine Unverträglichkeit sofortiger Vollstreckung kann danach nur dann vorliegen, wenn die notwendige Gesundheitsfürsorge oder Pflege des Verurteilten in der Anstalt nicht möglich ist und auch durch Abweichungen vom Vollstreckungsplan nicht gewährleistet werden kann. Im Fall der Schwangerschaft einer Verurteilten obliegt der Vollstreckungsbehörde eine Ermessensentscheidung.
Eine Ladung zum Strafantritt in ein Justizvollzugskrankenhaus ist deshalb auch in Fällen einer chronischen Erkrankung des Verurteilten möglich. Der grundsätzliche Ausschluss ließe ein zu weitgehendes Zurücktreten des staatlichen Vollstreckungsanspruchs besorgen.
Ein Strafaufschub kommt erst bei physischen oder psychischen Erkrankungen in Betracht, die zur Herbeiführung oder zur Aufrechterhaltung der Vollzugstauglichkeit eine vorangehende Krankenhausbehandlung erfordern, beispielsweise zur Behandlung der Folgen eines Unfalls.

## Strafunterbrechung, § 455 Abs. 4 StPO
Der Strafvollzug steht unter dem Gebot, schädlichen Auswirkungen für die körperliche und geistige Verfassung des Gefangenen im Rahmen des Möglichen entgegenzuwirken und die Gefangenen lebenstüchtig zu halten. Mit der Würde des Menschen wäre es unvereinbar, die vom Bundesverfassungsgericht auch bei einer Verurteilung zu einer lebenslangen Haftstrafe geforderte konkrete und grundsätzlich auch realisierbare Chance, der Freiheit wieder teilhaftig zu werden, auf einen von Siechtum und Todesnähe gekennzeichneten Lebensrest zu reduzieren. Je nach den Umständen des Einzelfalls kann dem Interesse des Gefangenen an der Erhaltung seiner Lebenstüchtigkeit ein Gewicht zukommen, welches das der Gründe für einen weiteren, ununterbrochenen Vollzug zu übertreffen vermag.
Eine Freiheitsstrafe kann daher gem. § 455 Abs. 4 Nr. 3 StPO unterbrochen werden, wenn der Verurteilte schwer erkrankt und zu erwarten ist, dass die Krankheit voraussichtlich für eine erhebliche Zeit fortbestehen wird und nicht in einer Vollzugsanstalt oder einem Anstaltskrankenhaus erkannt oder behandelt werden kann.
Eine Strafunterbrechung nach § 455 Abs. 4 StPO wird von den Fachgerichten insbesondere dann in Betracht gezogen, wenn der Strafgefangene todkrank ist und von ihm nur noch eine sehr eingeschränkte Gefahr erneuter Straftaten ausgeht. Erwogen wird auch eine analoge Anwendung von § 455 Abs. 4 Satz 1 Nr. 3 StPO, wenn ein schwer kranker Gefangener zwar haftfähig ist, aber langfristig erfolgreich nur außerhalb des Strafvollzugs behandelt werden kann.
Für die Zeit der Strafunterbrechung begibt sich der Verurteilte eigenständig und ohne Mitwirkung der Vollstreckungsbehörde in stationäre Krankenhausbehandlung. Zugleich gibt die Vollstreckungsbehörde die Verfügungsgewalt über den Verurteilten vollständig auf mit der Folge, dass er während der Unterbrechung kein Strafgefangener im Rechtssinne ist. Für die während der Unterbrechung erfolgte Krankenbehandlung kommt daher auch nicht der Justizfiskus auf, sondern die Krankenversicherung.
Nach Wiedereintritt der Vollzugstauglichkeit muss die Vollstreckungsbehörde dafür sorgen, dass der Strafvollzug fortgesetzt wird (§ 46 Abs. 5 StVollzO), gegebenenfalls durch Erlass eines Vollstreckungshaftbefehls.

## Verfahren
Über einen Antrag auf Aufschub oder Unterbrechung der Haft entscheidet die Staatsanwaltschaft in ihrer Eigenschaft als Strafvollstreckungsbehörde (§ 451 StPO). Funktionell zuständig ist der Rechtspfleger (§ 31 Abs. 2 Satz 1 RPflG). Einwendungen gegen die ablehnende Entscheidung können zur Strafvollstreckungskammer des Landgerichts erhoben werden (§ 458 Abs. 2 StPO). Diese entscheidet als sog. kleine Strafvollstreckungskammer in der Besetzung mit einem Richter (§ 78b Abs. 1 Nr. 2 GVG). Gegen die Entscheidung ist die sofortige Beschwerde zum Oberlandesgericht möglich (§ 462 Abs. 3 StPO), das grundsätzlich in der Sache selbst entscheidet, ohne an das Landgericht zurückzuverweisen (§ 309 StPO).
Die Vollstreckungsbehörde muss Einzelheiten zum Gesundheitszustand, der Lebenserwartung und der Gefährlichkeit des Verurteilten aufklären, insbesondere amtsärztliche Stellungnahmen oder ein Sachverständigengutachten einzuholen (§ 45 StrVollstrO). Wird ein Strafarrest oder eine Freiheitsstrafe durch Behörden der Bundeswehr vollzogen, gilt für die Unterbrechung der Strafvollstreckung im Krankheitsfall Art. 6 Einführungsgesetz zum Wehrstrafgesetz (WStrGEG).
Strafaufschub ist teils zwingend vorgeschrieben (§ 455 Abs. 1 und 2 StPO), teils in das pflichtgemäße Ermessen der Vollstreckungsbehörde gestellt (§ 455 Abs. 3 und 4 StPO).
Der Gefangene hat auf die Unterbrechung der Strafvollstreckung nach § 455 Abs. 4 StPO keinen Rechtsanspruch. Er kann ausschließlich die fehlerfreie Ausübung des Ermessens verlangen. Die Vollstreckung darf insbesondere nicht unterbrochen werden, wenn überwiegende Gründe, namentlich der öffentlichen Sicherheit, entgegenstehen (§ 455 Abs. 4 Satz 2 StPO). Dies ist etwa der Fall, wenn nach der anzustellenden Prognose von dem Verurteilten die Gefahr der Begehung neuer Straftaten oder Fluchtgefahr ausgeht.
Eine außerhalb der Strafanstalt verbrachte stationäre Behandlung wird in die Strafzeit eingerechnet, es sei denn, der Verurteilte hat die Krankheit mit der Absicht, die Strafvollstreckung zu unterbrechen, selbst herbeigeführt (§ 461 StPO). Außerdem muss während des Aufenthalts die tatsächliche Verfügungsgewalt der Vollstreckungsbehörde über den Verurteilten fortbestehen, beispielsweise durch Bewachung. Das ist nicht der Fall bei einer Strafunterbrechung gem. § 455 Abs. 4 StPO.
Ist die Ablehnung rechtskräftig, kann der Verurteilte sein Begehren noch im Wege einer Gnadenentscheidung verfolgen. Ein Beispiel aus jüngerer Zeit ist Oskar Gröning.
Während des Aufschubs und der Unterbrechung ruht die Vollstreckungsverjährung (§ 79a Nr. 2a StGB).

## Österreich
Der Aufschub des Strafvollzuges wegen Vollzugsuntauglichkeit ist in § 5 Strafvollzugsgesetz (StVG) geregelt. Tritt die Vollzugsunfähigkeit nach Strafantritt ein, entscheidet das Vollzugsgericht über den nachträglichen Aufschub des Strafvollzugs gem. § 133 StVG.
Der Vollzug einer Geldstrafe oder einer drei Jahre nicht übersteigenden Freiheitsstrafe, die mit der Beschaffung von Suchtmitteln in Zusammenhang steht, ist auch noch nach Übernahme in den Strafvollzug für die Dauer von höchstens zwei Jahren aufzuschieben, wenn sich der Verurteilte zu einer nicht offenbar aussichtslosen gesundheitsbezogenen Maßnahme bereit erklärt (§ 39 SMG).

## Schweiz
Mit der Hafterstehungsfähigkeit, abgekürzt HEF, bezeichnet das schweizerische Strafprozessrecht die Fähigkeit eines Beschuldigten oder Verurteilten, in einer Einrichtung des Strafvollzugs leben zu können, den Freiheitsentzug ohne besondere und ernste Gefahr für Gesundheit und/oder Leben zu ertragen und den Sinn und Zweck der Verbüssung einer Freiheitsstrafe zu erkennen. Im Strafvollzug wird die Güterabwägung durch die zuständige kantonale Justizvollzugsbehörde erbracht. Das Bundesgericht gibt dafür eine restriktive Praxis vor. Von der Möglichkeit eines Strafaufschubs solle nur mit größter Zurückhaltung Gebrauch gemacht werden darf. Das öffentliche Interesse am Vollzug rechtskräftig verhängter Strafen schränke den Ermessensspielraum der Vollzugsbehörde erheblich ein.
Art. 92 StGB sieht eine Haftunterbrechung nur aus wichtigen Gründen vor. Kann der Verurteilte beispielsweise in einem Haftkrankenhaus behandelt werden, wird er dorthin verlegt (Art. 80 StGB). Erst bei totaler Straferstehungsunfähigkeit wird der Vollzug unterbrochen.
In der Untersuchungshaft erfolgt die ärztliche Untersuchung aufgrund Art. 251 StPO.

## Prominente Beispiele
- Robert Mulka
- Astrid Proll
- Horst Mahler[40]
- Helmut Elsner[41]